# 梁培
梁 培（りょう ばい、リャン・ペイ、Liang Pei、1998年4月14日 - ）は、東京都国分寺市出身の中国のプロ野球選手(外野手)。右投右打。北京タイガース所属。

## 経歴
北京出身の両親の下に東京で生まれる。小学生時代は国分寺市立第四小学校の国分寺ストロングジャガーズに友人の誘いで入団、 その後は「調布シニア」でプレーした。なお、シニア時代の後輩に清宮幸太郎がいる。
その後、東海大菅生高校に進学したが、同学年の外野手に比べて打力面が課題となりベンチ入りすることができなかった。2学年下の後輩に田中幹也がいる。
卒業後は母親の勧めもあり、中国に渡り野球を続ける。シニア時代のつてがあった北京タイガースに入団し、2019年のCNBLでの優勝に貢献した。2021年の第14回中華人民共和国全国運動会（陝西）でも、北京代表として銅メダルを獲得した。
2023 ワールド・ベースボール・クラシックでは中国代表に選出され、日本戦で戸郷翔征から本塁打を放つなど第1ラウンド全試合で右翼手として活躍した。同年秋に開催された杭州アジア大会でも代表入りし、10月3日の日本戦では決勝点となるタイムリーヒットを放ち、中国代表史上初の日本戦勝利に貢献した。

## 人物・プレースタイル
俊足強肩の外野手として、東海大菅生時代は期待の選手だった。
北京タイガースでは内野手としてもプレーしている。
家庭では使用していたため中国語のリスニングは問題ないが、中国に渡ってしばらくは自分の考えを伝えることに苦労していたという。

## 代表歴
- 2023 ワールド・ベースボール・クラシック
- 2023年 杭州アジア大会